# Arachnomura
Arachnomura är ett släkte av spindlar. Arachnomura ingår i familjen hoppspindlar.
Kladogram enligt Catalogue of Life:
| Arachnomura | \| \| Arachnomura adfectuosa \| \| \| \| \| \| Arachnomura hieroglyphica \| \| \| \| |
|             | \| \| Arachnomura adfectuosa \| \| \| \| \| \| Arachnomura hieroglyphica \| \| \| \| |
|             | Arachnomura adfectuosa                                                               |
|             |                                                                                      |
|             | Arachnomura hieroglyphica                                                            |
|             |                                                                                      |